# M. Maryan
M. Maryan, eigentlich Marie-Rosalie Virginie Cadiou (* 21. Dezember 1847 in Brest (Finistère); † 1927) war eine französische (bretonische) Schriftstellerin.

## Leben
Cadiou war die Ehefrau von Charles-Albert Deschard (1836–1919) und veröffentlichte ihr gesamtes schriftstellerisches Werk unter dem Pseudonym M. Maryan. Entstanden war dieser nom de plume durch einen zufälligen Druckfehler des Vornamens ihrer Großmutter mütterlicherseits, Mary-Ann Kirkland.

## Werke (Auswahl)

### Belletristik
- Durch Vaters Schuld („La faute du père“). Benziger, Einsiedeln 1926.
- Das Erbe von Montligné („La fortune des Montligné“). Benziger, Einsiedeln 1885.
- Guénola. Erzählung aus der Bretagne („Guénola“). Benziger, Einsiedeln 1913.
- Das Heim des Junggesellen. Benziger, Einsiedeln 1889
- Hotel Sankt Franziskus. Novelle („L’hôtel Saint François“). Schöningh, Paderborn 1891
- Marcia de Laubly. Novelle („Marcia de Laubly“). Pustet, Regensburg 1915.
- Paulas Erbe („L’heritage de Paule“). Benziger, Einsiedeln 1891
- Die Schattenseite einer reichen Mitgift. Benziger, Einsiedeln 1885.

### Sachbücher
- Le feminisme de tous les temps. Bloud & Barral, Paris 1900 (zusammen mit Gabrielle Béal)
- Le fond et la forme. La savoir-vivre pour les jeune filles. Bloud & Barral, Paris 1896